# Brands Hatch

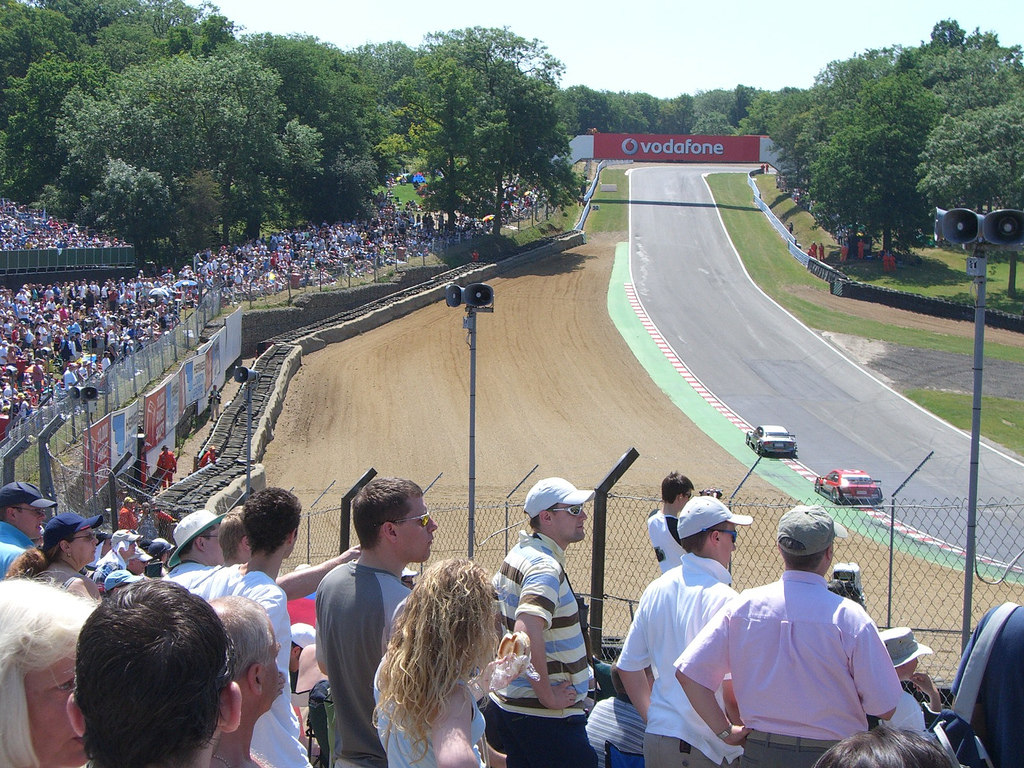
Paddock Hill Bend, Brands Hatch

Brands Hatch beziehungsweise Brands Hatch Circuit ist eine Motorsport-Rennstrecke in England. Sie befindet sich in der südöstlich von London gelegenen Gemeinde West Kingsdown, Sevenoaks District in der Grafschaft Kent und liegt unmittelbar zwischen der Schnellstraße A20 und der Autobahn M20.
Die ersten Rennen fanden bereits 1926 in Brands Hatch statt, damals allerdings noch auf einer Grasbahn. Die Anlage ist seit vielen Jahren im Besitz des ehemaligen Formel-1-Fahrers Jonathan Palmer und wird von seiner Firma MotorSport Vision betrieben.

## Geschichte
Im Jahre 1950 erhielt der leicht verlängerte Kurs einen Asphaltbelag und es fanden Rennen der Formel 3 statt. Ab 1956 gab es hier außerdem Rennen der Formel 2. Seit dem Umbau 1959 gab es zwei Streckenvarianten; die kurze Version mit 1,93 Kilometer Länge wird als Brands Hatch Indy Circuit bezeichnet. Der erste Formel-1-Grand-Prix auf der langen Variante fand im Juli 1964 statt, fortan wurde hier im Wechsel mit Silverstone der Große Preis von Großbritannien ausgetragen. Zusätzlich zu den zwölf so bezeichneten Rennen fand hier 1983 und 1985 der ebenfalls zur Formel-1-Weltmeisterschaft gezählte Große Preis von Europa statt. Daneben war Brands Hatch außerdem für zahlreiche Formel-1-Rennen ohne Weltmeisterschaftsstatus bekannt. Insbesondere das bis 1983 insgesamt 14 Mal ausgetragene Race of Champions konnte sich hier etablieren. Im Laufe der Zeit genügte der Rennkurs jedoch nicht mehr den ständig wachsenden Sicherheitsanforderungen der Formel 1 und sowohl das Fahrerlager als auch die Boxenanlage wurden irgendwann ebenfalls als völlig unzureichend eingestuft. Der letzte Formel-1-Grand-Prix wurde im Jahre 1986 in Brands Hatch ausgetragen.
Der 3,908 Kilometer lange Kurs Brands Hatch Race Circuit ist eine Berg- und Talbahn quer durch eine Waldlandschaft und gilt fahrerisch als sehr anspruchsvoll. Die frühere Dingle-Dell-Schikane wurde 2003 herausgenommen und durch die Sheene’s-Kurve ersetzt. Neben der reinen Asphaltstrecke gibt es außerdem im vorderen Teil der Anlage noch Schotterpassagen, weil hier auch Rallycross-Rennen veranstaltet wurden. Überaus populär bei den Fahrern und Zuschauern war der alljährliche British Rallycross Grand Prix. Er wurde von 1982 bis 1994 insgesamt 13-mal jeweils Anfang Dezember ausgefahren und lockte trotz zumeist eisiger Kälte nicht selten rund 25.000 Zuschauer aus dem In- und Ausland nach Fawkham.
In Brands Hatch finden zwar keine Formel-1-Rennen mehr statt, aber es werden immer noch eine ganze Reihe anderer wichtiger Motorsportereignisse wie Superbike-, Tourenwagen-, Champ-Car- und Formel-3-Rennen dort ausgetragen.
Während der Sommer-Paralympics 2012 wurden die Radrennen auf einem Teil der Strecke ausgetragen.

## Tödliche Unfälle
Auf dem Brands Hatch Circuit kam es zu einigen tödlichen Unfällen, bei denen unter anderem die Formel-1-Fahrer Shane Summers und Jo Siffert ums Leben kamen.
Am 3. August 2008 stürzte im Rahmen des Supersport-WM-Laufes der britische Motorradrennfahrer Craig Jones und wurde von dem hinter ihm fahrenden Andrew Pitt am Kopf getroffen. Jones erlag einen Tag später seinen schweren Verletzungen.
Am 19. Juli 2009 kam der Formel-2-Fahrer Henry Surtees in Brands Hatch ums Leben. Er wurde im schnellen Streckenabschnitt Westfield von einem durch die Luft fliegenden Reifen getroffen, wurde ohnmächtig und schlug in der Sheene’s-Kurve in die Streckenbegrenzung. Später starb er in einem Krankenhaus in London.
Am 17. August 2013 starb der ehemalige BMW-Motorsportchef Karl-Heinz Kalbfell bei einem Motorradrennen in Brands Hatch. Beim Training zu einem Lauf der englischen Meisterschaft für historische Motorräder (WRR Lansdowne Cup Championship 500 cm³) stürzte Kalbfell ausgangs der Druids-Kurve und wurde von einem nachfolgenden Piloten getroffen.

## Statistik

### Alle Sieger von Formel-1-Rennen in Brands Hatch
| Nr. | Jahr | Fahrer             | Konstrukteur | Motor         | Reifen | Zeit          | Streckenlänge | Runden | Ø-Tempo      | Datum         | GP von         |
| --- | ---- | ------------------ | ------------ | ------------- | ------ | ------------- | ------------- | ------ | ------------ | ------------- | -------------- |
| 1   | 1964 | Jim Clark          | Lotus        | Climax        | D      | 2:15:07,000 h | 4,265 km      | 80     | 151,514 km/h | 11. Juli      | Großbritannien |
|     |      |                    |              |               |        |               |               |        |              |               | Großbritannien |
| 2   | 1966 | Jack Brabham       | Brabham      | Repco         | G      | 2:13:13,400 h | 4,265 km      | 80     | 153,667 km/h | 16. Juli      | Großbritannien |
|     |      |                    |              |               |        |               |               |        |              |               | Großbritannien |
| 3   | 1968 | Jo Siffert         | Lotus        | Ford          | F      | 2:01:20,300 h | 4,265 km      | 80     | 168,718 km/h | 20. Juli      | Großbritannien |
|     |      |                    |              |               |        |               |               |        |              |               | Großbritannien |
| 4   | 1970 | Jochen Rindt       | Lotus        | Ford          | F      | 1:57:02,000 h | 4,265 km      | 80     | 174,925 km/h | 18. Juli      | Großbritannien |
|     |      |                    |              |               |        |               |               |        |              |               | Großbritannien |
| 5   | 1972 | Emerson Fittipaldi | Lotus        | Ford          | F      | 1:47:50,200 h | 4,265 km      | 76     | 180,351 km/h | 15. Juli      | Großbritannien |
|     |      |                    |              |               |        |               |               |        |              |               | Großbritannien |
| 6   | 1974 | Jody Scheckter     | Tyrrell      | Ford          | G      | 1:43:02,200 h | 4,265 km      | 75     | 186,269 km/h | 20. Juli      | Großbritannien |
|     |      |                    |              |               |        |               |               |        |              |               | Großbritannien |
| 7   | 1976 | Niki Lauda         | Ferrari      | Ferrari       | G      | 1:44:19,660 h | 4,207 km      | 76     | 183,881 km/h | 18. Juli      | Großbritannien |
|     |      |                    |              |               |        |               |               |        |              |               | Großbritannien |
| 8   | 1978 | Carlos Reutemann   | Ferrari      | Ferrari       | M      | 1:42:12,390 h | 4,207 km      | 76     | 187,698 km/h | 16. Juli      | Großbritannien |
|     |      |                    |              |               |        |               |               |        |              |               | Großbritannien |
| 9   | 1980 | Alan Jones         | Williams     | Ford          | G      | 1:34:49,228 h | 4,207 km      | 76     | 202,318 km/h | 13. Juli      | Großbritannien |
|     |      |                    |              |               |        |               |               |        |              |               | Großbritannien |
| 10  | 1982 | Niki Lauda         | McLaren      | Ford          | M      | 1:35:33,812 h | 4,207 km      | 76     | 200,745 km/h | 18. Juli      | Großbritannien |
| 11  | 1983 | Nelson Piquet      | Brabham      | BMW           | M      | 1:36:45,865 h | 4,207 km      | 76     | 198,254 km/h | 25. September | Europa         |
| 12  | 1984 | Niki Lauda         | McLaren      | Porsche (TAG) | M      | 1:29:28,532 h | 4,207 km      | 71     | 200,299 km/h | 22. Juli      | Großbritannien |
| 13  | 1985 | Nigel Mansell      | Williams     | Honda         | G      | 1:32:58,109 h | 4,207 km      | 75     | 203,634 km/h | 6. September  | Europa         |
| 14  | 1986 | Nigel Mansell      | Williams     | Honda         | G      | 1:30:38,471 h | 4,207 km      | 75     | 208,862 km/h | 13. Juli      | Großbritannien |

Rekordsieger
Fahrer: Niki Lauda (3) • Fahrernationen: Österreich (4) • Konstrukteure: Lotus (4) • Motorenhersteller: Ford (6) • Reifenhersteller: Goodyear (6)